# Mohamed Aghlal
Mohamed Aghlal (né en 1961) est un athlète marocain, spécialiste du saut en hauteur, détenteur du record du Maroc avec 2,17 m.

## Biographie
Il remporte la médaille d'or du saut en hauteur lors des championnats d'Afrique de 1984, à Rabat au Maroc, en établissant le meilleur saut de sa carrière avec 2,17 m. 

### Palmarès
| Date | Compétition            | Lieu  | Résultat | Épreuve         | Performance |
| ---- | ---------------------- | ----- | -------- | --------------- | ----------- |
| 1983 | Championnats arabes    | Amman | 2e       | Saut en hauteur | 2,16 m      |
| 1984 | Championnats d'Afrique | Rabat | 1er      | Saut en hauteur | 2,17 m      |
| 1987 | Championnats arabes    | Alger | 2e       | Saut en hauteur | 2,13 m      |

### Records
| Épreuve         | Performance | Lieu  | Date            |
| --------------- | ----------- | ----- | --------------- |
| Saut en hauteur | 2,17 m      | Rabat | 14 juillet 1984 |